# Jingoizm

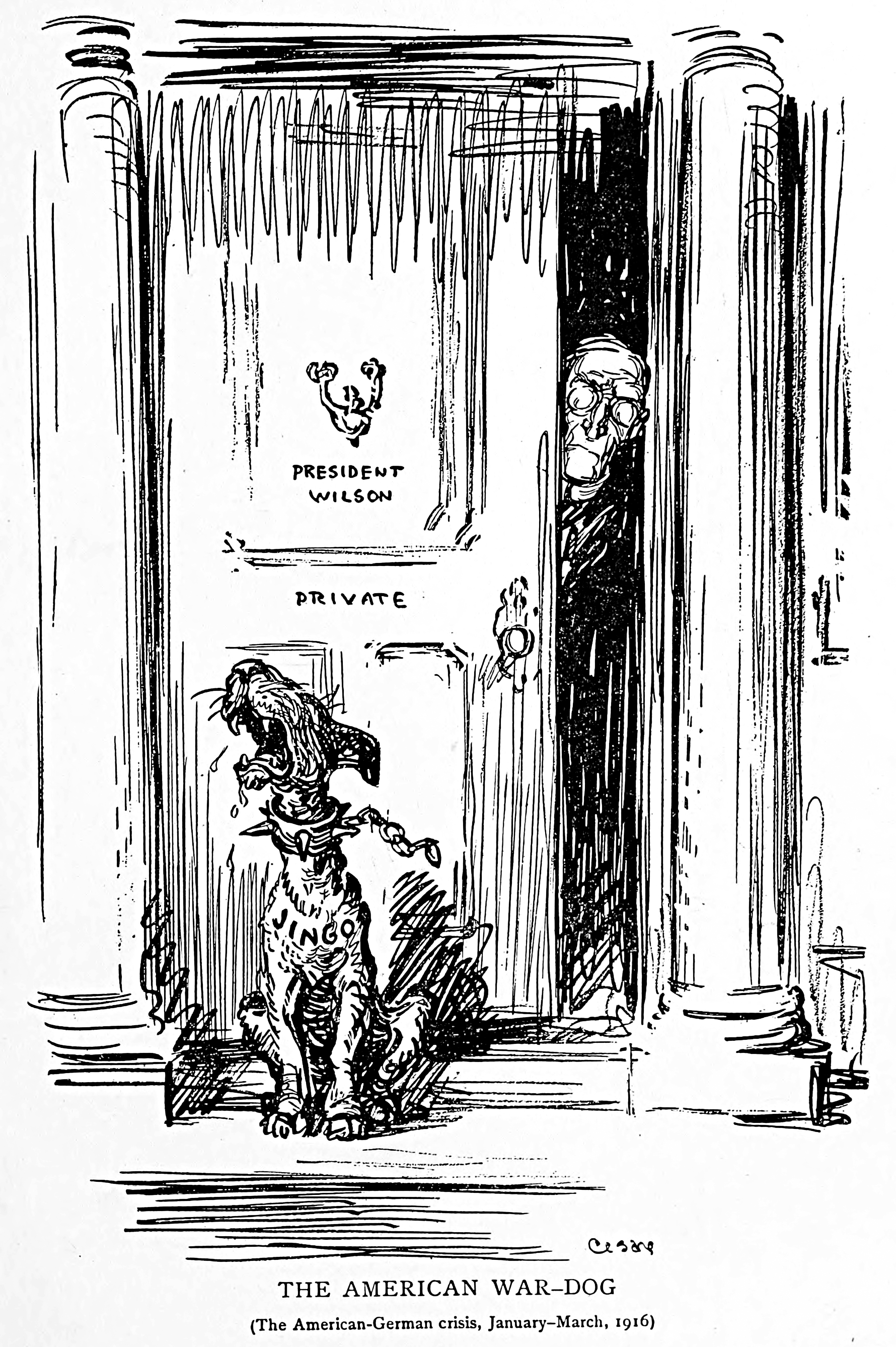
Amerykański pies wojenny (ang. The American War-Dog), satyra polityczna z 1916 roku autorstwa Oscara Cesare
przedstawiająca psa o imieniu Jingo

Jingoizm (ang. jingoism) – brytyjskie określenie przesadnego patriotyzmu, zbliżone w swej formie do skrajnego nacjonalizmu. Przejawia się najczęściej w postaci aroganckiej postawy wobec obcych.
Pojęcie to wykształciło się w okresie X wojny rosyjsko-tureckiej (1877–1878). Nazwa wywodzi się z angielskiej piosenki mówiącej o wojowniczej postawie Wielkiej Brytanii względem Rosji. Każdy z jej wersów kończył się zwrotem by jingo! („do licha, do diabła”). Obecnie słowo to bywa używane jako synonim ekstremalnego szowinizmu.